# Conotrachelus floridanus
Conotrachelus floridanus – gatunek chrząszcza z rodziny ryjkowcowatych.

## Zasięg występowania
Płd. USA - znany jedynie z Florydy.

## Budowa ciała
Osiąga 4,4 - 5 mm długości.